# Helicobolomyces
Helicobolomyces is een geslacht van schimmels behorend tot de familie Arthoniaceae. De typesoort is Helicobolomyces lichenicola.

## Soorten
Volgens Index Fungorum bevat het geslacht twee soorten (peildatum augustus 2023):
| Soortnaam                     | Auteur(s)                    | Publicatiejaar |
| ----------------------------- | ---------------------------- | -------------- |
| Helicobolomyces cinnabarinula | (Müll. Arg.) Wijayaw. & Ertz | 2020           |
| Helicobolomyces lichenicola   | Matzer                       | 1995           |